# 阮玉慎徽
安馥公主阮玉慎徽（越南语：／；1840年—1852年），越南阮朝紹治帝第二十三女，生母宮娥阮氏申。

## 生平
明命二十一年（1840年），阮玉慎徽在順化京城出生。嗣德八年（1855年），公主16歲，下嫁總督阮德活之子阮德潏。嗣德十年（1857年），公主去世，壽十八歲，嗣德帝贈為安馥公主，諡嫻貞。初祀展親後祠，咸宜元年（1885年）秋，合祀亲勳祠。
安馥公主育有一女。